# アルタイルから来たイルカ
『アルタイルから来たイルカ』（アルタイルからきたイルカ　原題：The Dolphins Of Altair）は、アメリカ合衆国の作家マーガレット・セント・クレアが書いたSF小説である。1967年、Dell Bookから刊行された。

## あらすじ
助けを求めるイルカたちの、精神への呼びかけに反応したのはマデリーンだった。次は海に落ちて、イルカに助けられた男スベン。最後はマデリーンの行動を追っていたローレンス博士。３人は「ザ・ロック（岩）」と呼ばれる小島で、イルカたちと対面した。訓練を受けてしゃべれるイルカが話した。人類は海洋を汚染し、イルカたちを軍事目的のために、300頭も捕まえている。どうか逃がして欲しいと。地震を起こしてプールの壁を破壊して逃がすことにした。スベンが盗みだした強力爆雷を、イルカが断層の弱い部分に設置した。爆発が引き金となってやがて地震が起こり、壁がくずれてイルカたちは脱走できた。この事件をイルカのしわざと疑った軍部は、海に薬剤を撒いてイルカを窒息させたり、イルカの群れに爆弾を投下したりして虐殺した。
イルカは話した。約100万年前に、アルタイルから地球に植民した水陸両棲種族がいたこと。それらは陸地で生活するグループと、海洋で生活するグループに分かれたこと。それが人類とイルカやクジラの祖先になったこと。別れるときに交わした「聖約」を人類が忘れてしまったこと。イルカたちは最終手段にでた。太古の技術で作った熱発生装置を使い、極地の氷を溶かして人類の都市を水没させたのだ。

## 登場する主な人間とイルカ
- マデリーン - 海洋研究所の秘書。イルカたちからは「月の光」と呼ばれる。
- スベン・エリクソン - もと軍人の男。
- ローレンス博士 - 研究所でマデリーンを治療していた心理学者。
- アムター - イルカの歴史家。この物語を口述した。
- ディーナ、ペトルス、イブリイ - マデリーンたちと行動を共にするイルカ。

## 書誌情報
『アルタイルから来たイルカ』　矢野徹訳　ハヤカワ文庫SF　SF508  1983年3月31日発行